# Разум и чувства (телесериал, 2008)
«Ра́зум и чу́вства» (англ. Sense and Sensibility) — британский телесериал 2008 года производства BBC, экранизация романа английской писательницы Джейн Остин «Чувство и чувствительность».

## Содержание
Когда мистер Дэшвуд умирает, его имение Норлэнд-парк переходит к Джону, его единственному сыну, рождённому в первом браке. Миссис Дэшвуд — второй жене — и их дочерям Элинор, Марианне и Маргарет остаются весьма скромные средства к существованию.
На смертном одре мистер Дэшвуд берёт с Джона обещание заботиться о своих единокровных сёстрах. Однако Фанни — жена Джона — убеждает своего слабовольного мужа, что у него нет никаких финансовых обязательств по отношению к ним. Джон и Фанни переезжают в Норлэнд сразу после смерти мистера Дэшвуда и вступают в права законных владельцев, а миссис Дэшвуд и её дочерям дают понять, что их присутствие нежелательно.
Брат Фанни Эдвард Феррарс приезжает погостить в Норлэнд. Между ним и Элинор возникает взаимная симпатия.
Один из кузенов миссис Дэшвуд, сэр Джон Миддлтон, предоставляет семье коттедж в своём имении Бартон-парк в Девоншире, куда мать с дочерьми уезжают. Элинор и Эдвард вынуждены расстаться, питая друг к другу чувства.
Во время посещения сэра Джона семья Дэшвуд знакомится с его старым другом полковником Брэндоном. Вскоре становится очевидно, что полковнику нравится Марианна. Однако Марианна начинает его избегать.
Во время прогулки Марианна попадает под дождь, падает и подворачивает ногу. Джон Уиллоуби, весьма привлекательный молодой человек, который гостит неподалёку у своей богатой тётки миссис Смит, оказывается рядом и становится свидетелем происшедшего. Он относит Марианну домой. Часто навещая её, он завоёвывает её расположение, и миссис Дэшвуд и сестры начинают подозревать тайную помолвку…

## В ролях
- Хэтти Морахан — Элинор Дэшвуд
- Чарити Уэйкфилд — Марианна Дэшвуд
- Дэвид Моррисси — полковник Кристофер Брэндон
- Дэн Стивенс — Эдвард Феррарс
- Доминик Купер — Джон Уиллоуби
- Джанет Мактир — миссис Дэшвуд
- Люси Бойнтон — Маргарет Дэшвуд
- Марк Уильямс — сэр Джон Миддлтон
- Розанна Лавелль — леди Миддлтон
- Табита Уэйди — Шарлотта Палмер
- Линда Бассетт — миссис Дженнингс
- Дэйзи Хаггард — Энн Стил
- Анна Мэделей[англ.] — Люси Стил
- Марк Гатисс — Джон Дэшвуд
- Клэр Скиннер — Фанни Дэшвуд
- Лео Билл — Роберт Феррарс
- Джин Марш — миссис Феррарс

## Награды и номинации
- Номинация — BAFTA TV Award — Best Original Television Music — Мартин Фиппс[1]
- Номинация — Costume Designers Guild Awards — Outstanding Costume Design in a Miniseries or TV Movie — Мишель Клэптон[2]
- Номинация — Primetime Emmy Awards — Outstanding Cinematography for a Miniseries or Movie — Шон Боббитт[3]
- Номинация — Primetime Emmy Awards — Outstanding Music Composition for a Miniseries, Movie or Special (Original Dramatic Score) — Мартин Фиппс[3]